# Computer Ambush
Computer Ambush este un joc video de război din 1980, publicat de Strategic Simulations.

## Gameplay
Computer Ambush este un joc în care jucătorul controlează 10 soldați în lupte din al Doilea Război Mondial.

## Recepție
David Long, în recenzia sa pentru Computer Gaming World, a afirmat că jocul: „Computer Ambush (ediția a doua) a meritat din plin așteptarea! Este rapid, curge lin și surprinzător de realist. Acest joc ar putea stabili standardul pentru simulările tactice pentru o lungă perioadă de timp de acum încolo. Cel puțin, până când apare ediția a treia.”

## Recenzii
- Computer Gaming World - noiembrie 1991
- Casus Belli #8 (aprilie 1982) [1]